# Anne af Slesvig-Holsten-Gottorp
Anne af Slesvig-Holsten-Gottorp (født 3. februar 1709 på Gottorp Slot, død 1. februar 1758 i Tonna) var en dansk-tysk prinsesse af Slesvig-Holsten-Gottorp. Hun var datter af prins Christian August af Slesvig-Holsten-Gottorp og Albertine Frederikke af Baden-Durlach. Anne var søster til kong Adolf Frederik af Sverige og moster til Katarina den Store af Rusland. Hun blev gift med den prins Vilhelm af Sachsen-Gotha-Altenburg i 1742. 